# Música en ti
Soy Luna - Música en ti (Música de la serie de Disney Channel)  é o segundo álbum de estúdio da trilha sonora da novela argentina Soy Luna, lançado em 26 de agosto. No dia 11 de novembro a pré-venda começou no Brasil, e o vesão física em CD foi lançada no dia 25 de novembro, enquanto em Portugal chegou no dia 7 de novembro.
O álbum foi gravado durante os episódios finais da primeira teporada da novela, com músicas gravadas desde o começo, como "A Rodar mi Vida". A música-título é interpretada pela protagonista da novela, Karol Sevilla. O álbum ainda conta com outros sucessos, como "Que Más Da", "Tengo Un Corazón", "Vuelo" e "Chicas Así".
Como músicas extras, o álbum inclui "Alas", "Eres" e "Valiente" em versões ao vivo, gravadas durante o evento da Rádio Disney na Argentina, no estádio Luna Park em Buenos Aires. 
Na Itália o álbum foi lançado com o título "Solo Tu", contendo um faixa bônus com a música "Que Más Da" interpretada em italiano e espanhol.

## Canções
- Vuelo - A primeira faixa do álbum é interpretada pelos protagonistas da história. Apesar de não ter sido lançada como single, a música rapidamente virou um sucesso quando o videoclipe oficial da música oficial da música foi lançado no dia 26 de agosto, durante o último capítulo da novela. A música, antes, foi divulgada em um dos capítulos da primeira temporada. Por ser tratar de uma música que encerrou o último capítulo, ela é lembrada por muitos fãs, e também já ganhou um segundo videoclipe, durante o 10° capítulo da segunda temporada. A música é uma das últimas apresentadas na turnê Soy Luna en concierto.
- Música en Ti - A segunda faixa do disco é o título do álbum, e apesar de ser a faixa-título, a música também não foi lançada como um single. A canção, interpretada pela protagonista da série, fala sobre a paixão pela música, e sobre o amor pro alguém, no qual a personagem descreve em uma música. A música foi divulgada duas vezes durante a primeira temporada, ambas, foram cenas musicais. Assim como outras músicas, ela foi pouco divulgada da trama. A música está presente na turnê Soy Luna en concierto.
- A Rodar mi Vida - Regravação de Fito Páez, a música aparece duas vezes no álbum: a versão oficial pop, que é a terceira música do disco e é interpretada pelo elenco principal, e a versão acústica, que é a décima-segunda e última faixa, e é interpretada pela atriz e cantora argentina Chiara Parravicini. A versão oficial da música só foi divulgada na trama uma vez, antes, a novela da Disney exibia uma versão demo, interpretada pela atriz espanhola Ana Jara, e por Parravicini. A versão acústica é apresentada em Soy Luna en concierto, na qual inclui a interprete original e a participação do ator chileno Jorge López e de Ana Jara.
- Nada ni Nadie - A quarta música do disco, é a segunda música solo do álbum. Interpretado pelo protagonista Ruggero Pasquarelli, assim como outras do álbum, a música foi pouco divulgada durante a telenovela. A música fala que nada e ninguém pode deter o protagonista, e que ninguém é melhor que ele.
- Chicas Así - A quinta música do álbum é uma das música mais populares do disco. A canção é interpretada pelas três antagonistas da trama: Valentina Zenere, Malena Ratner e Katja Martínez. A música fala como as garotas, na visão das vilãs, são. Foi divulgada na trama 2 vezes. A música está presente na turnê Soy Luna en concierto.
- Tengo un Corazón - A sexta música do álbum, é a primeira música solo interpretada pela atriz argentina Carolina Kopelioff. O instrumental da música é apresentado na trama desde os primeiros capítulos. A música fala sobre o que a personagem Felicity, criada na trama pela personagem de Kopelioff, sente seu amor online. A música foi divulgada na trama em um dos últimos da primeira temporada, quando a personagem revela sua verdadeira identidade. Assim como outras músicas do álbum, ela está presente na turnê oficial da novela: Soy Luna en concierto.
- Qué Más Da (Solo Tu) - A sétima música do disco é interpretada pelo casal protagonista, formado pela atriz mexicana Karol Sevilla, e o ator italiano Ruggero Pasquarelli. O instrumental da música é divulgado na novela desde os primeiros capítulos. A música serviu de fundo para a última cena do último capítulo da primeira temporada. A versão em italiano da música serviu de título, e inclui trechos em espanhol e em italiano. A música fala sobre o amor dos protagonista, e o que o casal tem a perder com o amor que um sente pelo outro. A canção está presente em Soy Luna en concierto.
- Sin Fronteras - A oitava música e última inédita do álbum, é interpretada pelas atrizes Karol Sevilla e Carolina Kopelioff. A música foi a menos executada da trama. A canção fala sobre a amizade das personagens Luna e Nina, que são interpretadas pelas mesmas interpretes da canção.

## Faixas

### Edição padrão
| N.º | Título | Compositor(es)                                              | Duração |  |
| 1.  | "Vuelo" (Karol Sevilla, Michael Ronda, Lionel Ferro, Gastón Vietto, Ruggero Pasquarelli, Valentina Zenere, Carolina Kopelioff, Agustín Bernasconi, Chiara Parravicini, Jorge Lopéz, Ana Jara, Malena Ratner & Katja Martínez)                    | Eduardo Frigerio Federico San Millán María Florencia Ciarlo | 3:11    |  |
| 2.  | "Música en ti" (Karol Sevilla) | Federico Vilas Mauro Franceschini                           | 2:53    |  |
| 3.  | "A rodar mi vida" (Valentina Zenere, Ruggero Pasquarelli, Chiara Parravicini, Karol Sevilla, Michael Ronda, Ana Jara, Carolina Kopelioff, Jorge Lopéz, Malena Ratner, Agustín Bernasconi & Gastón Vietto)                                        | Fito Páez                                                   | 3:16    |  |
| 4.  | "Nada ni nadie" (Ruggero Pasquarelli) | Sebastián Mellino Pablo Correa Alejandro Vergara            | 3:34    |  |
| 5.  | "Chicas Así" (Valentina Zenere, Malena Ratner & Katja Martinez) | Frigerio Millán Ciarlo                                      | 3:04    |  |
| 6.  | "Tengo un corazón" (Carolina Kopelioff) | Frigerio Millán Ciarlo                                      | 3:10    |  |
| 7.  | "Qué más da" (Karol Sevilla]] & Ruggero Pasquarelli) | Mellino Correa Vergara                                      | 3:03    |  |
| 8.  | "Sin fronteras" (Karol Sevilla & Carolina Kopelioff) | Mellino Correa Vergara                                      | 2:32    |  |
| 9.  | "Eres (Radio Disney Vivo)" (Karol Sevilla, Ruggero Pasquarelli & Michael Ronda) | Mellino Correa Vergara                                      | 2:33    |  |
| 10. | "Valiente (Radio Disney Vivo)" (Karol Sevilla, Michael Ronda, Lionel Ferro & Gastón Vietto) | Vilas Franceschini                                          | 3:25    |  |
| 11. | "Alas (Radio Disney Vivo)" (Karol Sevilla, Michael Ronda, Ruggero Pasquarelli, Valentina Zenere, Malena Ratner, Katja Martínez, Gastón Vietto, Lionel Ferro, Carolina Kopelioff, Agustín Bernasconi, Chiara Parravicini, Jorge Lopéz & Ana Jara) | Frigerio Millán Ciarlo                                      | 3:28    |  |
| 12. | "A rodar mi vida (Versão acústica)" (Chiara Parravicini) | Fito Páez                                                   | 2:49    |  |

### Edição para Itália
| N.º | Título                                          | Compositor(es)         | Duração |  |
| 13. | "Solo Tu" (Karol Sevilla & Ruggero Pasquarelli) | Mellino Correa Vergara | 3:03    |  |

## Vídeoclipes
| Música                   | Interprete (s)                                                 | Lançamento             |
| ------------------------ | -------------------------------------------------------------- | ---------------------- |
| Alas (En vivo)           | • Elenco de Soy Luna                                           | 30 de dezembro de 2016 |
| Eres (En vivo)           | • Karol Sevilla • Michael Ronda • Ruggero Pasquarelli          | 30 de dezembro de 2016 |
| Valiente (En vivo)       | • Karol Sevilla • Michael Ronda • Lionel Ferro • Gastón Vietto | 30 de dezembro de 2016 |
| Vuelo (fin de temporada) | • Elenco de Soy Luna                                           | 07 de outubro de 2016  |

## Posicionamento
| Chart (2016)         | Posicionamiento |
| -------------------- | --------------- |
| França (SNEP)        | 47              |
| Espanha (PROMUSICAE) | 14              |

## Referência
1. 1 2  «Música en Tí». Livraria Cultura. 21 de novembro de 2016
2. ↑  «Le Top de la semaine : Top Albums Fusionnes - SNEP (Week 38, 2016)» (em francês). Syndicat National de l'Édition Phonographique. Consultado em 27 de setembro de 2016
3. ↑  «TOP 100 ALBUMES — SEMANA  40: del 30.09.2016 al 06.10.2016» (em espanhol). Productores de Música de España. Consultado em 14 de outubro de 2016